# Свобода от страха
«Свобода от страха: американский народ в депрессии и войне, 1929—1945» (англ. Freedom From Fear: The American People in Depression and War, 1929—1945) — книга американского историка, профессора Дэвида М. Кеннеди, впервые опубликованная в 1999 году; является частью цикла «Oxford History of the United States»; в 2000 году получила Пулитцеровскую премию — в том же году была награждена «Francis Parkman Prize», «Ambassador Book Award» и медалью «California Gold Medal for Literature».

## Издания
- Kennedy, David M. Freedom from Fear : the American People in Depression and War, 1929—1945 :  [англ.]. — New York ; Oxford : Oxford University Press, 2001. — 988 p. — (Oxford history of the United States, vol. 9). — Cont.: Prologue: November 11, 1918 — The American people on the eve of the Great Depression — Panic — The ordeal of Herbert Hoover — Interregnum — The hundred days — The ordeal of the American people — Chasing the phantom of recovery — The rumble of discontent — A season for reform — Strike! — The ordeal of Franklin Roosevelt — What the New Deal did — The gathering storm — The agony of neutrality — To the brink — War in the Pacific — Unready ally, uneasy alliance — The war of machines — The struggle for a second front — The battle for northwest Europe — The cauldron of the home front — Endgame — Epilogue: the world the war made. — ISBN 9780195144031. — ISBN 9780195038347. — ISBN 0195144031.